# Walter Simmerl
Walter Simmerl (* 24. Jänner 1939; † 15. September 2023) war ein österreichischer Judoka und zweifacher österreichischer Judo-Staatsmeister -93 kg.

## Leben
Simmerl platzierte sich im Jahr 1964 zum ersten Mal bei Staatsmeisterschaften.
Im darauffolgenden Jahr kam Simmerl zum SK VÖEST, für den er in der Staatsliga startete. 1966 sicherte er sich zum ersten Mal den Staatsmeistertitel und nahm an der Europa- und Weltmeisterschaft teil.
1967 wechselte er zum ZW Braunau. Im selben Jahr gewann er die Österreichische Staatsmeisterschaft zum zweiten Mal und belegte Platz sechs bei der Europameisterschaft.
Zwischen 1968 und 1971 platzierte er sich drei weitere Male bei Staatsmeisterschaften in verschiedenen Gewichtsklassen. In späteren Jahren war Walter Simnerl bei internationalen Seniorenturnieren erfolgreich. 
Am 15. September 2023 starb Simmerl im 85. Lebensjahr an Herzversagen.